# 咆哮叉河
咆哮叉河（英語：Roaring Fork River）是科罗拉多河的一条支流，长约70英里（110），位于美国科罗拉多州中西部，沿河有许多度假小鎮，如阿斯彭。

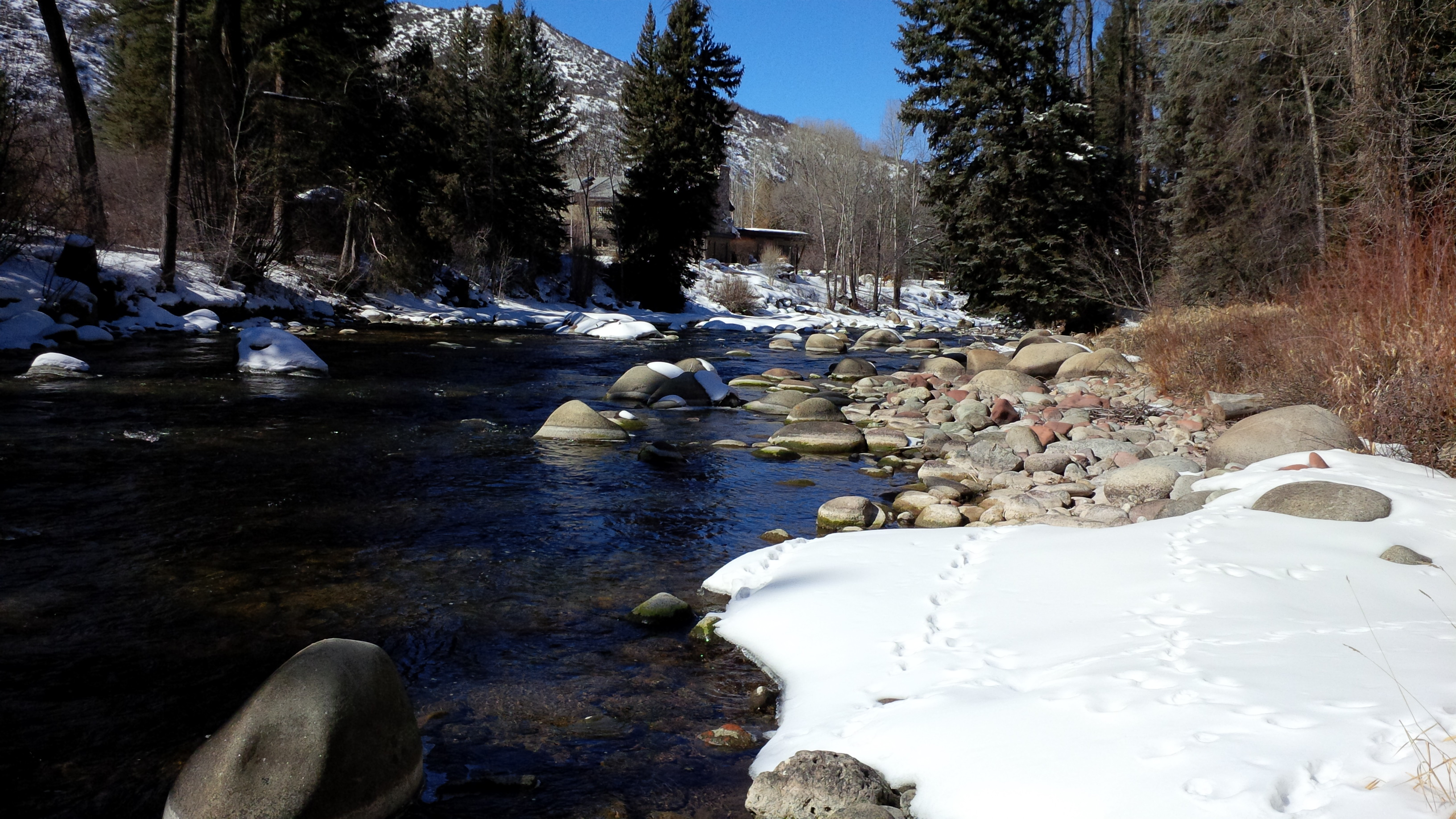
冬季的咆哮叉河，科罗拉多州伍迪溪